# Discografia de Ana Carolina
A discografia de Ana Carolina conta com sete álbuns de estúdio, cinco álbuns ao vivo, quatro EPs e três coletâneas, além de sete DVDs.
Seu álbum de estreia gerou o single "Garganta". Com os sucessivos álbuns lançados, Ana conta com inúmeras canções de sucesso, dentre as quais: "Quem de Nós Dois", "Encostar na Tua", "Uma Louca Tempestade", "Rosas" e "Carvão".
Em 2005, Ana e Seu Jorge gravam um CD e um DVD juntos, intitulado Ana & Jorge, no projeto Tom Acústico, promovido pela casa Tom Brasil. Deste projeto foram extraídos os singles "Pra Rua Me Levar" e o sucesso "É Isso Aí".
Em 2009, Ana completou 10 anos de carreira, lançando o álbum N9ve, no qual destaca-se a canção "Entreolhares (The Way You’re Looking at Me)", em um dueto com o americano John Legend. A canção alcançou o topo da Billboard Hot Songs (Rio de Janeiro), e o 34° na Billboard Hot 100 Airplay.
Também em 2009, é lançado o CD e DVD Multishow Registro: Ana Car9lina + Um, com duas canções inéditas e participações de vários artistas, entre eles, Maria Gadú, Maria Bethânia, Roberta Sá, Antonio Villeroy, entre outros.
Em 2015, é lançado o CD e DVD #AC ao Vivo, gravado em 25 de outubro de 2014 no Citibank Hall, em São Paulo.
Em 2016, Ana retomou a parceria com Seu Jorge, lançando a música "Mais Uma Vez (Nós Dois)", saindo com a turnê Ana & Jorge pelo Brasil, para alegria dos fãs que esperaram 11 anos para rever essas duas estrelas da música brasileira juntas, novamente.

## Álbuns

### Álbuns de estúdio
| Ano  | Álbum                             | Detalhes                                                                                      | Melhores posições | Melhores posições | Vendas      | Certificações     |
| Ano  | Álbum                             | Detalhes                                                                                      | BRA               | POR               | Vendas      | Certificações     |
| ---- | --------------------------------- | --------------------------------------------------------------------------------------------- | ----------------- | ----------------- | ----------- | ----------------- |
| 1999 | Ana Carolina                      | - Lançamento: 2 de novembro de 1999 - Formato: CD, download digital - Gravadora: Sony Music   | 10                |                   | - : 250.000 | - PMB: Platina    |
| 2001 | Ana Rita Joana Iracema e Carolina | - Lançamento: 29 de março de 2001 - Formato: CD, download digital - Gravadora: Sony Music     | 1                 |                   | - : 350.000 | - PMB: Platina    |
| 2003 | Estampado                         | - Lançamento: 8 de agosto de 2003 - Formato: CD, download digital - Gravadora: Sony Music     | 7                 |                   | - : 600.000 | - PMB: 2× Platina |
| 2006 | Dois Quartos                      | - Lançamento: 2 de dezembro de 2006 - Formato: CD, download digital - Gravadora: Sony Music   | 9                 | 21                | - : 200.000 | - PMB: Platina    |
| 2009 | N9ve                              | - Lançamento: 7 de agosto de 2009 - Formato: CD, download digital - Gravadora: Sony Music     | 5                 |                   | - : 100.000 | - PMB: Ouro       |
| 2013 | #AC                               | - Lançamento: 25 de fevereiro de 2013 - Formato: CD, download digital - Gravadora: Sony Music | 5                 |                   |             |                   |
| 2019 | Fogueira em Alto Mar              | - Lançamento: 28 de julho de 2019 - Formato: Download digital - Gravadora: Sony Music         |                   |                   |             |                   |

### DVDs e álbuns ao vivo
| Ano  | Álbum                                 | Detalhes | Melhores posições | Melhores posições | Vendas      | Certificações     |
| Ano  | Álbum                                 | Detalhes | BRA               | POR               | Vendas      | Certificações     |
| ---- | ------------------------------------- | --- | ----------------- | ----------------- | ----------- | ----------------- |
| 2003 | Estampado                             | Documentário sobre a produção do disco. - Lançamento: 21 de outubro de 2003 - Formato: DVD - Gravadora: Sony Music                                |                   |                   |             |                   |
| 2004 | Estampado - Um Instante Que Não Pára  | Show no Claro Hall, Rio de Janeiro. - Lançamento: 8 de dezembro de 2004 - Formato: DVD - Gravadora: Sony Music                                    |                   |                   | - : 50.000  | - PMB: Ouro       |
| 2005 | Ana & Jorge (com Seu Jorge)           | Show com Seu Jorge no Tom Brasil, São Paulo. - Lançamento: 28 de novembro de 2005 - Formato: CD, DVD - Gravadora: Sony Music                      | 3                 |                   | - : 300.000 | - PMB: 2× Platina |
| 2008 | Multishow ao Vivo: Dois Quartos       | Show no Credicard Hall, São Paulo. - Lançamento: 6 de maio de 2008 - Formato: CD, DVD - Gravadora: Sony Music                                     | 9                 |                   | - : 142.000 | - PMB: Platina    |
| 2009 | Multishow Registro: Ana Car9lina + Um | Show (sem público) no Alto da Boa Vista, Rio de Janeiro. - Lançamento: 29 de novembro de 2009 - Formato: CD, DVD, blu-ray - Gravadora: Sony Music |                   |                   |             |                   |
| 2011 | Ensaio de Cores                       | Show no Citibank Hall, Rio de Janeiro. - Lançamento: 9 de novembro de 2011 - Formato: CD, LP, DVD - Gravadora: Sony Music                         | 6                 |                   |             |                   |
| 2015 | #AC ao Vivo                           | Show no Citibank Hall, São Paulo. - Lançamento: 31 de março de 2015 - Formato: CD, CD duplo, DVD - Gravadora: Sony Music                          | 6                 | 19                |             |                   |

### EPs
| Ano  | Álbum                            | Detalhes                                                                                   |
| ---- | -------------------------------- | ------------------------------------------------------------------------------------------ |
| 2017 | Ruído Branco (Poesias Musicadas) | - Lançamento: 10 de março de 2017 - Formatos: EP, download digital - Gravadora: Sony Music |

### Coletâneas
| Ano  | Álbum     | Detalhes                                                                                     | Melhores posições | Melhores posições | Vendas      | Certificações   |
| Ano  | Álbum     | Detalhes                                                                                     | BRA               | POR               | Vendas      | Certificações   |
| ---- | --------- | -------------------------------------------------------------------------------------------- | ----------------- | ----------------- | ----------- | --------------- |
| 2005 | Perfil    | - Lançamento: 13 de junho de 2005 - Formato: CD - Gravadora: Som Livre                       | 1                 | 19                | - : 700.000 | - PMB: Diamante |
| 2010 | Perfil 2  | - Lançamento: 10 de novembro de 2010 - Formato: CD, download digital - Gravadora: Som Livre  | 6                 |                   |             |                 |
| 2012 | Mega Hits | - Lançamento: 15 de novembro de 2012 - Formato: CD, download digital - Gravadora: Sony Music |                   | 7                 |             |                 |

## Singles

### Como artista principal
| "Garganta"                                                                      | 1999 | [ nota 1 ] | — | Ana Carolina                      |
| "Tô Saindo"                                                                     | 1999 | [ nota 1 ] | — | Ana Carolina                      |
| "Nada pra Mim"                                                                  | 2000 | [ nota 1 ] | — | Ana Carolina                      |
| "Ela É Bamba"                                                                   | 2001 | [ nota 1 ] | — | Ana Rita Joana Iracema e Carolina |
| "Quem de Nós Dois"                                                              | 2001 | [ nota 1 ] | 2 | Ana Rita Joana Iracema e Carolina |
| "Confesso"                                                                      | 2001 | [ nota 1 ] | — | Ana Rita Joana Iracema e Carolina |
| "Pra Terminar"                                                                  | 2002 | [ nota 1 ] | — | Ana Rita Joana Iracema e Carolina |
| "Que Se Danem os Nós"                                                           | 2002 | [ nota 1 ] | — | Ana Rita Joana Iracema e Carolina |
| "Encostar na Tua"                                                               | 2003 | [ nota 1 ] | — | Estampado                         |
| "Elevador"                                                                      | 2003 | [ nota 1 ] | — | Estampado                         |
| "Uma Louca Tempestade"                                                          | 2004 | [ nota 1 ] | — | Estampado                         |
| "Nua"                                                                           | 2004 | [ nota 1 ] | — | Estampado                         |
| "Pra Rua me Levar"                                                              | 2005 | [ nota 1 ] | — | Estampado                         |
| "É Isso Aí" (com Seu Jorge)                                                     | 2005 | [ nota 1 ] | 8 | Ana & Jorge                       |
| "Rosas"                                                                         | 2006 | [ nota 1 ] | — | Dois Quartos                      |
| "Ruas de Outono"                                                                | 2007 | [ nota 1 ] | — | Dois Quartos                      |
| "Aqui"                                                                          | 2007 | [ nota 1 ] | — | Dois Quartos                      |
| "Carvão"                                                                        | 2007 | [ nota 1 ] | — | Dois Quartos                      |
| "Vai"                                                                           | 2008 | [ nota 1 ] | — | Multishow ao Vivo: Dois Quartos   |
| "Tolerância"                                                                    | 2008 | [ nota 1 ] | — | Multishow ao Vivo: Dois Quartos   |
| "Entreolhares" (part. John Legend)                                              | 2009 | 34         | — | N9ve                              |
| "Mais que a Mim" (part. Maria Gadú)                                             | 2009 | —          | — | Ana Car9lina + Um                 |
| "10 Minutos"                                                                    | 2010 | —          | — | N9ve                              |
| "Resta" (part. Chiara Civello)                                                  | 2010 | —          | — | N9ve                              |
| "Problemas"                                                                     | 2011 | 25         | — | Ensaio de Cores                   |
| "Simplesmente Aconteceu"                                                        | 2012 | —          | — | Ensaio de Cores                   |
| "Un Sueño Bajo El Agua" (part. Chiara Civello)                                  | 2012 | —          | — | #AC                               |
| "Combustível"                                                                   | 2013 | —          | — | #AC                               |
| "Resposta da Rita" (part. Chico Buarque)                                        | 2013 | —          | — | #AC                               |
| "Libido"                                                                        | 2014 | —          | — | #AC                               |
| "Eu Sei que Vou te Amar"                                                        | 2014 | —          | — | #AC                               |
| "Pole Dance"                                                                    | 2014 | —          | — | #AC                               |
| "Coração Selvagem"                                                              | 2015 | —          | — | #AC Ao Vivo                       |
| "Descomplicar"                                                                  | 2015 | —          | — | Não adicionado à nenhum álbum     |
| "Quer Saber?"                                                                   | 2015 | —          | — | Não adicionado à nenhum álbum     |
| "Mais uma Vez (Nós Dois)" (com Seu Jorge)                                       | 2016 | —          | — | Não adicionado à nenhum álbum     |
| "Qual É?"                                                                       | 2017 | —          | — | Som (Ruído Branco)                |
| "Não Tem no Mapa"                                                               | 2019 | —          | — | Fogueira em Alto Mar              |
| "Com Vista Para Amar"                                                           | 2019 | —          | — | Fogueira em Alto Mar              |
| "—" denota singles que não entraram nas paradas musicais ou não foram lançados. |      |            |   |                                   |

### Como artista convidada
| "Irrepetível (Me Sumerjo)" (Alejandro Sanz part. Ana Carolina)                  | 2012 | — | La Música No Se Toca          |
| "Cose (Coisas)" (Sal Da Vinci part. Ana Carolina)                               | 2012 | — | E' Così Che Gira il Mondo     |
| "Quem de Nós Dois" (Paulo Gonzo part. Ana Carolina)                             | 2013 | 2 | Duetos                        |
| "Será?!" (Rodrigo Pitta part. Ana Carolina e Elza Soares)                       | 2016 | — | Não adicionado à nenhum álbum |
| "—" denota singles que não entraram nas paradas musicais ou não foram lançados. |      |   |                               |

## Outras aparições
| Canção                                | Ano  | Outro(s) Artista(s) | Álbum                                   |
| ------------------------------------- | ---- | --- | --------------------------------------- |
| "Grito Sozinha"                       | 2000 | — | Condenado à Liberdade                   |
| "Help!"                               | 2001 | — | O Submarino Verde E Amarelo 2           |
| "Hey Jude"                            | 2001 | Jota Quest, Roupa Nova, Nando Reis, Ivan Lins, Lobão, Arnaldo Antunes, Paulinho Moska, Rosa Marya Colin, Branco Mello, Toni Platão, Jane Duboc e Zé Renato | O Submarino Verde E Amarelo 2           |
| "Armazém"                             | 2002 | — | Calle Brasil                            |
| "Quero Mais"                          | 2002 | Zé Maurício Machline | Mania de Vocês                          |
| "Beatriz"                             | 2004 | — | Divas cantam Chico                      |
| "Vox Populi"                          | 2004 | — | Seus Olhos                              |
| "Luíza"                               | 2004 | — | Acústico e Ao Vivo 2                    |
| "Linda de Passe"                      | 2006 | Zé Pedro | Quero Dizer a que Vim                   |
| "A Bruxa Nicácia"                     | 2006 | — | Lendas Brasileiras                      |
| "Flor da Noite"                       | 2006 | Delia Fischer | Presente                                |
| "Mulher Eu Sei"                       | 2006 | Chico César | Cantos e Encontros de Uns Tempos Pra Cá |
| "Mais que Isso"                       | 2006 | Chico César | Cantos e Encontros de Uns Tempos Pra Cá |
| "Sinais de Fogo"                      | 2008 | Seu Jorge | Chamas da Vida                          |
| "Comparsas / O Pequenez e o Pit Bull" | 2008 | Seu Jorge | Naïve                                   |
| "Tudo Bem"                            | 2009 | — | Divã                                    |
| "Um Dia de Domingo"                   | 2009 | Celso Fonseca | Caras & Bocas                           |
| "Força Estranha"                      | 2009 | — | Elas Cantam Roberto Carlos              |
| "Como É Grande O Meu Amor Por Você"   | 2009 | Roberto Carlos, Ivete Sangalo, Sandy, Paula Toller, Adriana Calcanhotto, Marina Lima, Luiza Possi, Zizi Possi, Fafá de Belém, Fernanda Abreu, Nana Caymmi, Mart'nália, Alcione, Wanderléa, Daniela Mercury, Rosemary, Claudia Leitte, Celine Imbert, Hebe e Marília Pêra | Elas Cantam Roberto Carlos              |
| "Linha de Passe"                      | 2009 | — | Songbook João Bosco, Vol. 2             |
| "Leveza de Valsa"                     | 2011 | — | Meu País                                |
| "Filosofia de Vida"                   | 2011 | Martinho da Vila | Filosofia de Vida: O Pequeno Burguês    |
| "Torpedo"                             | 2011 | Gilberto Gil | Gil + 10: Gilberto Gil Convida          |
| "Pra Rua me Levar"                    | 2012 | Maria Bethânia | Noite Luzidia                           |
| "The Very Thought of You"             | 2012 | Tony Bennett | Viva Duets                              |
| "Luz Acesa"                           | 2013 | — | Flor do Caribe                          |
| "Eu Sei que Vou te Amar"              | 2014 | — | Em Família                              |
| "Não Dá Mais pra Segurar"             | 2014 | Gonzaguinha | Gonzaguinha Presente                    |
| "Atlântica"                           | 2014 | Sérgio Mendes | Magic                                   |
| "E Penso a Te"                        | 2014 | Chiara Civello | Canzoni                                 |
| "Esperta"                             | 2015 | — | Babilônia                               |
| "Coisas"                              | 2015 | — | I Love Paraisópolis                     |
| "Canção e Silêncio"                   | 2016 | Zé Manoel | Delírio de um Romance a Céu Aberto      |
| "Coração Selvagem"                    | 2016 | — | A Regra do Jogo                         |
| "Se Manca"                            | 2016 | — | Êta Mundo Bom!                          |
| "Mil Perdões"                         | 2016 | — | Songbook Chico Buarque, Vol. 5          |
| "Eu te Amo"                           | 2016 | — | Songbook Chico Buarque, Vol. 8          |
| "Plano da Meia Noite"                 | 2017 | Luan Santana | 1977                                    |
| "De Tanto Amor"                       | 2017 | Raquel Tavares | Roberto Carlos por Raquel Tavares       |
| "Rivederti"                           | 2018 | Mario Biondi e Daniel Jobim | Brasil                                  |

## Videoclipes
| Título                    | Ano  | Diretor(es)                       |
| ------------------------- | ---- | --------------------------------- |
| "Garganta"                | 1999 | Desconhecido                      |
| "Quem de Nós Dois"        | 2001 | Desconhecido                      |
| "Pra Terminar"            | 2002 | Desconhecido                      |
| "Entreolhares"            | 2009 | Bia Lessa                         |
| "Problemas"               | 2011 | Desconhecido                      |
| "Un Sueño Bajo El Agua"   | 2012 | Ana Carolina                      |
| "Leveza de Valsa"         | 2013 | Ana Carolina                      |
| "Combustível"             | 2013 | Ana Carolina                      |
| "Resposta da Rita"        | 2013 | Ana Carolina                      |
| "Libido"                  | 2014 | Ana Carolina                      |
| "Pole Dance"              | 2014 | Ana Carolina                      |
| "Descomplicar"            | 2015 | Hugo Rodrigues e Kevin Zung       |
| "Outras Paisagens"        | 2016 | Hugo Rodrigues e Kevin Zung       |
| "Ao Redor de Nós"         | 2016 | Hugo Rodrigues e Kevin Zung       |
| "Quer Saber?"             | 2016 | Hugo Rodrigues e Kevin Zung       |
| "Mais Uma Vez (Nós Dois)" | 2016 | Fernanda Weinfeld e Boca Ceravolo |
| "A Pele"                  | 2017 | André Mello                       |
| "Qual é?"                 | 2017 | André Mello                       |
| "Velho Piano"             | 2017 | André Mello                       |
| "Não Tem no Mapa"         | 2019 | Vinicius Brum e Fernanda Teixeira |

| Título             | Ano  | Artista principal | Diretor(es)  |
| ------------------ | ---- | ----------------- | ------------ |
| "Irrepetível"      | 2012 | Alejandro Sanz    | Eduardo Levy |
| "Quem de Nós Dois" | 2013 | Paulo Gonzo       | Desconhecido |